# ももえサイズ
『ももえサイズ』（MOMOE SCYTHE）及び『電撃ももえサイズ』（でんげき- ）は、結城心一による漫画作品。「コミック零式」から「月刊コミック電撃大王」連載。また「まんが4コマぱれっと」2013年7月号と同年8月号に4コマ漫画版の『4コマももえサイズ』が（同作者の別作品『ちろちゃん』の登場人物とコラボレートする形で）読切掲載されている。いずれも単行本のタイトル、および、一連の作品の総称・通称であり、正式なタイトルについては後述する。

## 概要
16歳の誕生日に誤って封印を解いた｢悪魔の体｣に取り込まれてしまった死神ももえが、死神のカマでさまざまモノを斬る物語である。斬られたモノ（物質、人間、概念などを含む）の存在はこの世から抹消され、ももえがその存在を肩代わりする。その結果、斬られた存在はももえの一部となり（あるいは能力だったりオプションだったりする）、同時に彼女の肩書きに加えられる。例えば、「死神風紀委員」であるももえが「番長」を斬ると、その番長の存在を肩代わりし、｢死神風紀番長｣になるのである。
本作にいわゆる「サザエさん時空」はなく、主人公のももえは、連載中は普通に年齢を重ねている。よって風紀委員でありながらも登校日数不足などで留年してしまうのが恒例のギャグとなってしまう。加えて、掲載誌を電撃大王へ移籍した際に、並行次元に移動する際に学年の設定を変更して若返ったため、最終回時点に至っては23歳の中学2年生とまでなるが、それもひとつのギャグとして扱われている。
『電撃ももえサイズ』では、テコ入れなのか中盤で主人公がももえの本来の人格を持つ死神ももえサンに交代し、彼女の天然ボケぶりが展開された。

## タイトルについて
作品の正式なタイトルは、「肩書き」に「ももえサイズ」を続けたものとなる。すなわち、前述のようにももえの肩書きが変わるのに伴い、タイトルもまた変更され、その都度、最終回を迎えては別のタイトルで連載が始まる、という体裁を取っている。
例えば、『死神風紀委員ももえサイズ』の主人公である「死神風紀委員」ももえが、作中において番長を斬ることで「死神風紀番長」ももえとなる。すると、『死神風紀委員ももえサイズ』はその回で終了となり、次回から『死神風紀番長ももえサイズ』の連載が始まる、といった具合である。
ほとんどの場合、斬った存在がそのまま次作のタイトルに付け加わるため、長期にわたる変遷を経て、最終的には、
『3番目死神風紀委員長中学2年生エスパーBHプラ板縦ロールヘリコプターボーリングトビウオとその妹ロボ絶滅ナルト学び舎パワードスーツラミカスパイの大作戦友情ウニマタ○ゴ裏設定青大将放射ダクトヤニタコプレ三つあみメガネ文庫悪魔の坊クラゲ無頼カマボコ板夏のお嬢さんスレイヴ大○魔竜ブルマ宇宙怪獣大きなお友達消しゴムケーキ解説羊の顔建前盗撮鈍く光ったマグナム弾天プラ魔改造亜光速801リンゴの皮トロロしっぽマスクトサカ草輪廻転生迫撃少女風紀団担英タネコウモリダコタコイカたまみ両親ストーカーおた2ブレイクサルSD力さすらいの保険医体温計ネコ天使腕ズ歩くサンマー担Ｘペン蔵ころねシャチョー天使博士ヒルメイドオクタイケモンゴッドシニガミ14号サイシュウカイ番長鼻行類チョコ零式CCPG電撃ももえサイズ』
というタイトルになった。
ただしあまりに煩雑なため、「コミック零式」連載時および「カラフルコミックピュアガール」掲載時は『ももえサイズ』、「コミック電撃大王」連載時は『電撃ももえサイズ』と通称され、単行本のタイトルもこれに準じている。なお、「カラフルコミックピュアガール」掲載は休刊号のみで、載っている雑誌の存在を斬るという完全に出オチ狙いの出張掲載だった。

## 登場人物

### 主要人物
死神 ももえ（しにがみ ももえ）
『ももえサイズ』から『電撃ももえサイズ』中盤までの主人公で、風紀委員の女子高生。
誕生日に誤って悪魔の体の封印を解いたことでその鎌に斬られ、悪魔の体に存在を肩代わりされる。
毎回最低でも何か一つは鎌で斬って存在を肩代わりするが、肩代わりしたものの存在は転ぶと落としてしまったりすることもある。
また、絶望したときは「オアー」と叫んだり、12月になると過去のトラウマからいつもより変になる。
『電撃ももえサイズ』では並行次元に移動して小学６年生に若返った後、中盤で中学生に進級。
一時は「衣替え」と称して悪魔の体の骨格自体も替えた「M-3（エム・ドライ）」になった事がある。
死神 ももえサン（しにがみ ももえさん）
『電撃ももえサイズ』中盤以降の主人公で、髪型に丸みがかかっている。
「ももえの本来の体」に残っていた「本物の死神ももえ」の魂を予め復元された頭部に移し替えては悪魔の体のバックアップ用の体と組み合わせ、「ももえ統合大戦」を機に目覚めた「3番目のももえ」。
それ故に人格は「肩代わりされる前の本物の死神ももえ」で、善良な心を持った非暴力的で心優しく慈悲深い性格だが、かなりの天然かつドジで、既に存在を悪魔の体に肩代わりされているため本来の記憶を失っている。また、バックアップ用の体の据わりが悪いためにちょっとしたことで体がバラバラになったりする。
体が悪魔の体のバックアップであるため、これまでのももえとして肩代わりしたものの存在の能力をそのまま使うことができる一方、自身の武器である小型の鎌「ももえのカマ（略称：もかま）エミュレーター」で新たに斬った存在は自身が肩代わりするが、前述の性格から敵であっても生き物を斬らず、相手の存在自体を抹消しない程度に留めている。
渡辺 たまみ（わたなべ　たまみ）
ももえの同級生にして親友。眼鏡の下の素顔は美少女。
中盤でキノコ人間になった後に鎌に斬られて肩代わりされた事でオプションキャラになって以降は語尾に「たま」をつけて話す。
また、夜12時以降に食物を与えると、凶悪な「タマミリン」が増殖する。
伊達巻 ろる子（だてまき ろるこ）
ももえのライバル的存在。
東北弁っぽい口調で喋り、縦ロールの髪型を持つ金持ちのお嬢様系の女子高校生。奇妙な従兄弟が多くいる。
中盤で蛇の悪魔に憑かれては、私怨丸出しでももえを苦しめたものの、縦ロールの髪型を斬られたことで能力や精神が弱体化。
そのため体操服にブルマが通常の服装になってしまい、ももえの独断で「ろり子」に改名される。
さらに、これまでの設定を鎌で切られたため、アパート暮らしになったり、事あるごとにももえに振り回されるなど受難が多い一方で、ももえサンに対しては、そのおしとやかでドジな性格から放っておけなくなり、好意をもつようになる。

### 死神家
ももえの家族で、怪物たちが平和に暮らしている。
死神 デス子（しにがみ ですこ）
死神家の当主にしてももえの母である悪魔。悪魔の体の本来の持ち主。
かつて魔界で「魔王」を肩代わりした経緯から、ももえ以外の家人には「お館様」と呼ばれている。
「流しの悪魔○○」と毎回違った立場で準レギュラーとして登場するが、なぜかももえ達には正体が気付かれない。
シュテュンプケ博士（しゅてゅんぷけ はかせ）
威厳たる老人の顔をした鼻行類型の怪物。死神家の家人で教育係。
ももえの忌々しい過去を知っている。
メイちゃん（めいちゃん）
4本の腕を持つ鉄の処女型の怪物。死神家の家人でメイド。
無表情だが怒りが頂点に達すると「鉄のアイちゃん」になる。
『電撃ももえサイズ』の中盤において、シュテュンプケ博士の命令で潜入要員として「中原メイ子」を名乗り、死神中学校に入学するが、なぜかももえ達には正体が気付かれない。
ヒル（ひる）
ヒルの集合体のような容姿を持つ怪物。死神家の家人で運転手。
『電撃ももえサイズ』では、死神小学校の教師も務める。
オクタイ君（おくたい くん）
怪物。死神家の家人で庭師。
ケモン（けもん）
小型の怪物で、死神家のペット。

### 県立鷹城高校
ごく普通の学校だったが、ももえに肩代わりされて終身制の学園型都市「死神高校」に改名される。
花冠センパイ（はなかんむり せんぱい）
ももえ憧れの先輩で、フルネームは不明。
「やぁ、ももえ君」とフランクな口調で喋り、劇中では様々な姿になってももえの前に現れる。
実は肉体再生用の人造人間（ホムンクルス）である。
はなえ
頭だけの形態になった花冠センパイが、行き場をなくしていた「ももえの本来の体」と合体した姿。
名前の由来は「花冠」と「ももえ」を組み合わせたもの（花え）で、中性的な顔になっている。
野津 ちえみ（のづ ちえみ）
ももえの後輩にあたる風紀委員で、「迫撃少女風紀団」の一人。ろり子（ろる子）とは遠い親戚。
野槌と一体化しており、額にも口がある。
一見してクールに見えるが、実は強がっているだけの気弱な性格。
三浦 しずら（みうら しずら）
ももえの後輩にあたる風紀委員で、「迫撃少女風紀団」の一人。
腕がバルカンブラスターになっているサイボーグ。
ちえみのことを「お姉さま」と慕う一方で、ももえに対しては潔く思っていない。
一の蟹 たら（いちのかに たら）
ももえの後輩にあたる風紀委員で、「迫撃少女風紀団」の一人。
頭部に複数のミサイルを搭載したサイボーグ。
生徒を痛めつけるのが楽しいからという理由で風紀委員になったドS。
高森 夕子（こうもり ゆうこ）
ももえ達のクラスメイト。
タコと烏賊の間に生まれた怪物で、言葉を一切喋らない。
下僕１号（げぼく いちごう）
ももえが肩代わりした番長・鈴木の子分で、そのままももえの子分となった不良生徒。本名は不明。
ももえ達が高校に戻ってきた時には既に悪魔に憑かれて両手が触腕になっており、野津に敗れたのを機に「スレイブ１号」に降格された。
節木（ふしき）
ももえに憧れるあまりストーカーとなった男子生徒。中盤で悪魔に憑かれて角が生える。
劇中で何度かももえと対面しているが、二度目の対面では彼女の（一方的な）逆鱗に触れては角を鎌で斬られ、それを肩代わりして身につけた「デスファイヤー」で上半身を焼かれる。
悪魔に憑かれていたため死ななかったが、上半身を黒焦げにされたために『電撃ももえサイズ』では包帯まみれにトリプルカメラの顔になった。
担英先生（たんえい せんせい）
ももえのクラスの担任で、英語担当の教師。
丁髷と髭が特徴の聖職者でもあり、ももえに好意的でメイちゃんと最も親しい。
「ある事件」によって一度は死亡するも、蘇生して校長に昇進する。
少年時代は中性的な容姿の美少年だった。
担✕先生（たんばつ せんせい）
物事に✕（ばつ）を付けるのが生き甲斐の教師。
ももえを目の敵にしており、担英先生と因縁がある。

### 死神小学校
「死神高校」に改名された鷹城高校の付属小学校。並行次元に移動した際に小学生に若返ったももえ達が通う。
担音先生（たんね せんせい）
音楽担当の教師で、頭にアンテナが付いている。「タネ先生」と呼ばれている。
ももえ達が中学校に進学した後も担任を務める。

### 死神中学校
「死神高校」に改名された鷹城高校の付属中学校。小学生に若返った後に中学生に進学したももえ達が通う。
鈴木・D・力（すずき でぃー ちから）
異世界からゲート経由で転校してきた帰国子女。
「ある出来事」から百合に対してトラウマがあり、百合臭を遮断するために常にマスクをしている。

### 死神王の一味
『電撃ももえサイズ』の中盤において、ももえサンの登場と同時に現れた悪魔の一味。
死神王ももえ（しにがみおう ももえ）
ももえを肩代わりした悪魔の体が「ももえ統合大戦」を機に完全に自我を持った存在。
記憶や性格は肩代わりされた後から「ももえ統合大戦」までのももえのままだが、体が大きくなり、角が生えて完全な邪悪な心を持つ。
世界征服の一環として「全世界肩代わり計画」を発動させようと目論む。
悪魔の体（あくまのからだ）
死神王の本来の姿であり、デス子の本来の身体。「死神サイズ」とも呼ばれている。
ももえをはじめ、多くの存在を肩代わりしてきた全ての元凶。
猿山 ましら（さるやま ましら）
申年限定大型アイドルを自称する死神王の手先の悪魔。
死神王の最大の障害であるももえサンを孤立させようと企てたが、ろり子（ろる子）の叱咤を受けて立ち上がったももえサンに「もかまエミュレーター」で尻尾を切られて失敗。
その影響で体が小さくなり、語尾に「モキ」をつけて話すようになった。
これを機に死神王はろり子をももえサンに味方する目障りな存在とみなし、「百合・ゲリング」で一時期彼女の体をひん曲げて苦しめた。

### その他
たまみの両親（たまみのりょうしん）
その名の通りたまみの両親。
たまみの父親はラミネートカード好きであることから悪魔に憑かれてラミネート機になってしまい、たまみの母親をラミネート加工してしまう。
たまみの母親本人も悪魔に憑かれていたため死ななかったが、容姿的にあまりにも生々しいためかモザイクがかかっている。
アダルト由美（あだるとゆみ）
さすらいのナースで、「コミック零式」の読者コーナー『ZERO式病棟』からの客演。
『電撃ももえサイズ』では、保険医として登場する。
暴力的な性格。
由美ちゃん（ゆみちゃん）
アダルト由美の良心を具現化した存在で、『ZERO式病棟』からの客演。
『電撃ももえサイズ』では、保険医として登場する。
天使腕ズ（てんしうでず）
シュヤク天使・トラジマ天使・メガネ天使・ナニワ天使・リーダー天使で構成される５人組の天使。
ろり子（ろる子）の協力者で彼女が住むアパートに居候している。
様々なアイテムを出すも、ろくなものがない。
カメ美（かめみ）
龍宮城に住む、亀を擬人化したような美少女。
スクール水着を愛用している。
八岐 智呂遠（やちまた ちろえ）
『4コマももえサイズ』に登場する、『ちろちゃん』からの客演。
ももえに振り回される役割。
高原 馬頭子（たかはら まとこ）
『4コマももえサイズ』に登場する、『まとちゃん』および『ちろちゃん』からの客演。
何故かももえに目の敵にされている。

## 単行本
- 『ももえサイズ』シュベール出版
  - 1巻 ISBN 978-4883322138
  - 2巻 ISBN 978-4883322435
- 『ももえサイズ[完全版]』スタジオDNA
  - Aパーツ ISBN 9784758001687
  - Bパーツ ISBN 9784758001694
- 『電撃ももえサイズ』メディアワークス ISBN 9784840229203
- 『ももえサイズ リサイズ全部入り』一迅社 ISBN 978-4-7580-0760-3